# Občina Rogatec
Občina Rogatec je jednou z 212 občin ve Slovinsku. Nachází se v Savinjském regionu na území historického Dolního Štýrska. Občinu tvoří 9 sídel, její rozloha je 39,6 km² a k 1. lednu 2017 zde žilo 3 051 obyvatel. Správním střediskem občiny je městys Rogatec.

## Geografie
Jižní hranici občiny a zároveň státní hranici tvoří řeka Sotla. Ve vesnici Dobovec pri Rogatcu se nachází hraniční přechod s Chorvatskem. Občinou prochází železniční trať z Grobelna do chorvatského Zaboku.

## Členění občiny
Občina se dělí na sídla: Brezovec pri Rogatcu, Dobovec pri Rogatcu, Donačka Gora, Log, Rogatec, Sveti Jurij, Tlake, Trlično, Žahenberc.

## Sousední občiny
Sousedními občinami jsou: Rogaška Slatina na západě, Majšperk a Žetale na severu. Na východě a na jihu pak sousedí s chorvatskými opčinami Durmanec a Hum na Sutli.